# Pouxeux
Pouxeux és un municipi francès, situat al departament dels Vosges i a la regió del Gran Est. L'any 2007 tenia 1.962 habitants.

## Demografia

### Població
El 2007 la població de fet de Pouxeux era de 1.962 persones. Hi havia 797 famílies, de les quals 214 eren unipersonals (101 homes vivint sols i 113 dones vivint soles), 267 parelles sense fills, 271 parelles amb fills i 45 famílies monoparentals amb fills.
La població ha evolucionat segons el següent gràfic:
Habitants censats

### Habitatges
El 2007 hi havia 869 habitatges, 816 eren l'habitatge principal de la família, 13 eren segones residències i 39 estaven desocupats. 627 eren cases i 236 eren apartaments. Dels 816 habitatges principals, 557 estaven ocupats pels seus propietaris, 246 estaven llogats i ocupats pels llogaters i 13 estaven cedits a títol gratuït; 8 tenien una cambra, 52 en tenien dues, 144 en tenien tres, 215 en tenien quatre i 398 en tenien cinc o més. 670 habitatges disposaven pel capbaix d'una plaça de pàrquing. A 370 habitatges hi havia un automòbil i a 335 n'hi havia dos o més.

### Piràmide de població
La piràmide de població per edats i sexe el 2009 era:
| Homes | Edats   | Dones |
| ----- | ------- | ----- |
| 0     | 95 o +  | 0     |
| 12    | 90 a 94 | 12    |
| 4     | 85 a 89 | 28    |
| 8     | 80 a 84 | 16    |
| 32    | 75 a 79 | 36    |
| 32    | 70 a 74 | 64    |
| 60    | 65 a 69 | 64    |
| 48    | 60 a 64 | 56    |
| 28    | 55 a 59 | 32    |
| 60    | 50 a 54 | 52    |
| 60    | 45 a 49 | 48    |
| 76    | 40 a 44 | 56    |
| 64    | 35 a 39 | 84    |
| 60    | 30 a 34 | 72    |
| 69    | 25 a 29 | 60    |
| 45    | 20 a 24 | 44    |
| 52    | 15 a 19 | 36    |
| 56    | 10 a 14 | 60    |
| 68    | 5 a 9   | 60    |
| 68    | 0 a 4   | 28    |

## Economia
El 2007 la població en edat de treballar era de 1.238 persones, 923 eren actives i 315 eren inactives. De les 923 persones actives 842 estaven ocupades (468 homes i 374 dones) i 81 estaven aturades (44 homes i 37 dones). De les 315 persones inactives 127 estaven jubilades, 94 estaven estudiant i 94 estaven classificades com a «altres inactius».

### Ingressos
El 2009 a Pouxeux hi havia 823 unitats fiscals que integraven 1.988 persones, la mediana anual d'ingressos fiscals per persona era de 17.017 €.

### Activitats econòmiques
Dels 86 establiments que hi havia el 2007, 2 eren d'empreses extractives, 2 d'empreses alimentàries, 10 d'empreses de fabricació d'altres productes industrials, 12 d'empreses de construcció, 20 d'empreses de comerç i reparació d'automòbils, 9 d'empreses de transport, 4 d'empreses d'hostatgeria i restauració, 1 d'una empresa d'informació i comunicació, 5 d'empreses financeres, 3 d'empreses immobiliàries, 5 d'empreses de serveis, 7 d'entitats de l'administració pública i 6 d'empreses classificades com a «altres activitats de serveis».
Dels 20 establiments de servei als particulars que hi havia el 2009, 1 era una oficina de correu, 3 tallers de reparació d'automòbils i de material agrícola, 1 autoescola, 1 paleta, 1 guixaire pintor, 4 lampisteries, 1 electricista, 2 empreses de construcció, 2 perruqueries, 2 restaurants i 2 salons de bellesa.
Dels 10 establiments comercials que hi havia el 2009, 2 eren supermercats, 1 un supermercat, 1 una botiga de més de 120 m², 2 fleques, 1 una peixateria, 1 una botiga d'equipament de la llar, 1 una botiga de mobles i 1 una joieria.
L'any 2000 a Pouxeux hi havia 7 explotacions agrícoles.

## Equipaments sanitaris i escolars
L'únic equipament sanitari que hi havia el 2009 era una farmàcia.
El 2009 hi havia 1 escola maternal integrada dins d'un grup escolar amb les comunes properes formant una escola dispersa i 1 escola elemental integrada dins d'un grup escolar amb les comunes properes formant una escola dispersa.

## Poblacions més properes
El següent diagrama mostra les poblacions més properes.